# مورتن ماير
مورتن ماير (بالنرويجية: Morten Andreas Meyer)‏ (ولد عام 1959 في ساربسبورغ) هو سياسي من النرويج، وعضوٌ في حزب المحافظين النرويجي. تولّى عدة مناصب وزارية.

## روابط خارجية
- مورتن ماير على موقع IMDb (الإنجليزية)